# Alexander Charlow
Alexander Charlow (russisch Александр Харлов, engl. Transkription Aleksandr Kharlov; * 18. März 1958 in Taschkent) ist ein ehemaliger sowjetischer Hürdenläufer, der sich auf die 400-Meter-Distanz spezialisiert hatte.
Bei den Olympischen Spielen 1980 in Moskau erreichte er das Halbfinale, und 1982 wurde er Sechster bei den Leichtathletik-Europameisterschaften in Athen.
1983 wurde er mit seiner persönlichen Bestzeit von 48,78 s sowjetischer Meister, siegte bei der Universiade und gewann die Bronzemedaille bei den Leichtathletik-Weltmeisterschaften in Helsinki.